# 旅のチカラ
『旅のチカラ』（たびのちから）は、NHK BSプレミアムで2011年4月5日から2013年9月まで放送された旅番組である。

## 概要
毎回、各界著名人が旅人となって、世界各地をある目的を持って旅をし、その中で自分を見つめ直し、次のステップを踏み出す「チカラ」を得ようと奮闘する姿を追う。
2013年9月18日に最終回が放送される予定だったが、その収録のため8月10日にペルーのリマを柄本明と番組スタッフが訪れた際、強盗に襲撃されてカメラやレンズなどの撮影機材を奪われ、ロケが中止された。そのため9月18日の放送も中止となり、9月4日の放送で最終回となった。

## ナレーション
- 杉本哲太、蒼井優、斉藤由貴ほか

## 番組テーマ曲
- 「その一歩を踏み出す」 作曲・ピアノ：中島ノブユキ

## 放送時間
本放送
- 毎週水曜 21:00 - 22:00

再放送
- 翌週木曜 8:00 - 9:00

## 関連番組
- 世界・わが心の旅